# Llaurador (eina)
|  | No s'ha de confondre amb llaurador. |

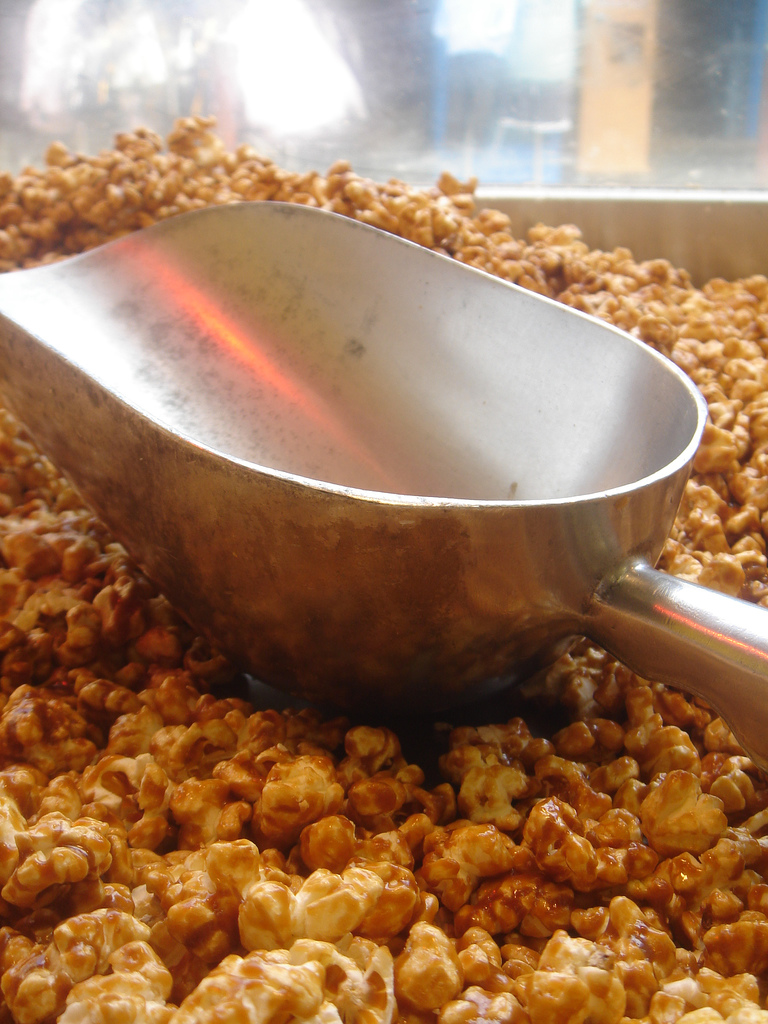
Llaurador d'alumini amb mànec.

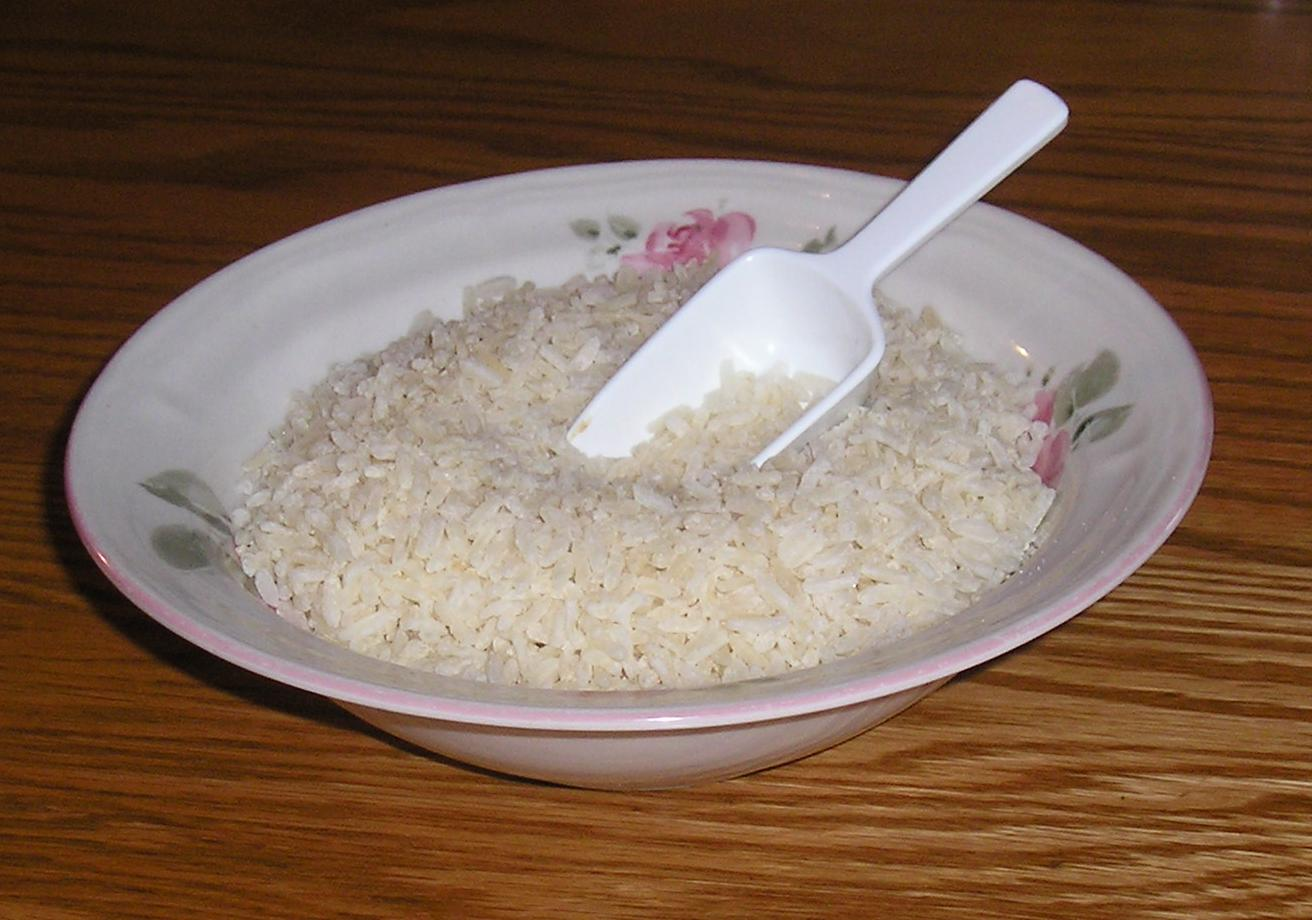
Llaurador petit de plàstic.

Un llaurador o lliurador és una eina acanalada semblant a una cullera molt grossa que serveix per a manipular productes granulats o pólvores. Pot tenir mànec o no tenir-ne.
A les Illes Balears hi ha exemples del nom de l'utensili en femení: llauradora.
Derivades dels locals on s'usaven principalment hi ha les expressions “lliurador de botiga” i “llaurador de botiga”.

## Ús tradicional
Els llauradors anaven associats a la venda de productes a granel. El comerciant comprava a l'engròs i venia al detall. Molts productes eren transferits des del recipient a l'engròs (sacs, barrils…) cap a una paperina que es podia pesar en una balança per a calcular-ne el preu.
Si no calia paperina el producte a vendre es posava sobre un paper d'estrassa, directament sobre el plat de la balança. Un cop pesat es traspassava cap al recipient del client, amb paper o sense.

### En botigues
Les botigues típiques que empraven llauradors amb profusió eren les drogueries i les botigues d'ultramarins.
Les drogueries clàssiques venien al detall els productes típics d'ultramar i les colònies com ara les espècies (pebre, canyella, safrà, etc.), el sucre o el cacau. Cap al segle xix i fins molts anys després de la guerra civil espanyola les drogueries varen evolucionar cap a la venda de productes no comestibles destinats principalment a la neteja de la llar: sabons, lleixius, sosa, perfums, serradures, ... Alguns dels productes (per exemple el sabó en escates a granel i les serradures) es manipulaven amb llauradors.
Les botigues d'ultramarins o de queviures típiques venien molts productes a granel: arròs, fesols, cigrons, llenties, cafè, cacau, farina, sucre, sal, pastes seques per a sopa,... En molts casos cada producte tenia el seu llaurador.

### En obradors
En pastisseries i flaqueries hi acostumava haver diversos llauradors per a mesurar i moure la farina i, a vegades, porcions de massa pastada.

### En fàbriques

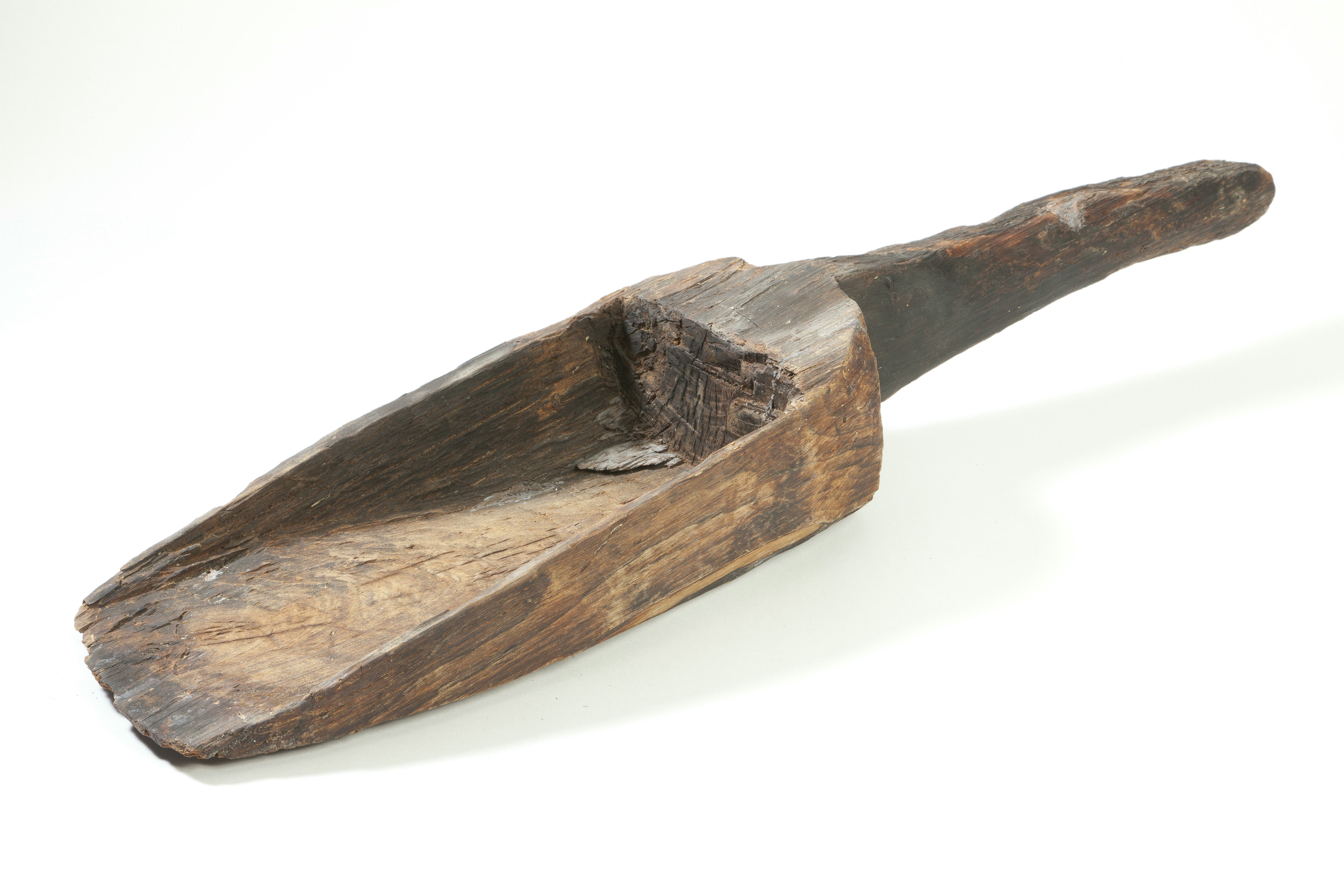
Llaurador holandès de fusta amb mànec.

- En les fàbriques de pólvora i de focs artificials s'usaven llauradors en algunes tasques de transport i manipulació.[9]
- En foneries i obradors que treballen amb motlles és típic l'ús i manipulació de materials granulats (sorra, vermiculita, perlita…) refractaris i no refractaris. Si les peces i els motlles són grans, la major part de la sorra (o altre material semblant) del motlle pot disposar-se a palades. Però algunes zones petites o de detall cal acabar-les d'omplir amb un llaurador. Passa el mateix quan els objectes a fer i els motlles són petits.

## Ús actual
Els usos actuals dels llauradors, qualitativament parlant, són els mateixos que els usos tradicionals. La disminució aparent dels llauradors com a eines quotidianes és deguda al predomini de la comercialització de productes envasats, molt superior a la venda de productes a granel. En obradors i fàbriques els llauradors continuen sent eines útils i utilitzades en tasques que no poden ser observades pels ciutadans del carrer.
Un altre aspecte a considerar és la disminució dels petits comerços i botigues, substituïdes per supermercats i grans superfícies.
Hi ha algunes excepcions a la tendència general:
- Algunes botigues especialitzades en la venda de fruits secs a granel segueixen oferint la mercaderia a la vista i emprant llauradors per a manipular-la i dur-la a les bàscules.
- Molts supermercats moderns, a més dels productes envasats, ofereixen productes a granel (de producció ecològica o no) amb llauradors per a agafar-ne petites quantitats. Els clients trien la quantitat desitjada, la posen dins d'una bosseta o contenidor i la pesen per a obtenir una etiqueta per a enganxar-la al seu paquet i permetre la lectura a la caixa (amb indicacions del producte, preu i altres).

En cuina i pastisseria les referències als llauradors demostren la pervivència de l'eina.

## Materials
Antigament els llauradors eren de fusta o de metall (llauna, llautó, coure, alpaca). Actualment n'hi ha de plàstic i de metalls diferents: acer inoxidable, alumini.
- En àrees geogràfiques on abunda el bambú hi ha una mena de llauradors de bambú que, aprofitant un nus de la canya, permeten ser tallats en una peça única.[16][17]